# Can Pica
Can Pica és una masia del municipi de Tordera (Maresme) protegida com a bé cultural d'interès local.

## Descripció
La masia està situada a Hortsavinyà, molt a prop de l'església de Sant Llop i de la carretera de Pineda a Vallmanya. Per la seva estructura pertany al grup I. A la banda esquerra té un cos afegit, amb la teulada que desaigua a la façana lateral. D'aquest cos en surt un altre de perpendicular destinat a corral de bestiar. Els elements arquitectònics de la façana principal són el portal d'arc de mig punt dovellat (de 13 dovelles) i dues finestres gòtiques, una sobre el portal i l'altra al costat esquerre. Actualment està restaurada.